# Radio Plus
Radio Plus var en närradiostation som sände över Storgöteborg på frekvensen 90,7 MHz. Kanalen var reklamfri och finansierades av Svenska kyrkan i Kållereds och Fässbergs församlingar.